# Everybody's Talkin'
Everybody's Talkin'  är en låt skriven av Fred Neil som ursprungligen lanserades 1966 på ett självbetitlat album. Låten spelades in av Harry Nilsson 1968 till hans album Aerial Ballet. 1969 användes hans version i filmen Midnight Cowboy. Den blev i samband med det en stor internationell hitsingel. Vid det laget hade låtens kompositör Fred Neil i stort sett lämnat artistlivet, men hans gamla skivbolag återutgav nu hans självbetitlade album med titeln Everybody's Talkin' . Trots detta förblir Harry Nilssons inspelning den mest kända versionen av låten.
Texten handlar om en person som söker frihet och anonymitet, och reser "dit vädret passar kläderna".
År 2006 hade låten spelats in av nära 100 olika artister.
Ann-Kristin Hedmark gjorde 1972 en svensk version "Alla människor talar till mig" (svensk text Patrice Hellberg) på LP:n "Du har en vän".

## Listplaceringar, Nilsson
- Billboard Hot 100, USA: #6[3]
- UK Singles Chart, Storbritannien: #23[4]
- RPM Adult, Kanada: #1[5]
- Kvällstoppen, Sverige: #9[6]